# Руда-Талюбська
Руда-Талюбська (пол. Ruda Talubska) — село в Польщі, у гміні Гарволін Ґарволінського повіту Мазовецького воєводства.
Населення — 630 осіб (2011).
У 1975-1998 роках село належало до Седлецького воєводства.

## Демографія
Демографічна структура станом на 31 березня 2011 року:
|          | Загалом | Допрацездатний вік | Працездатний вік | Постпрацездатний вік |
| -------- | ------- | ------------------ | ---------------- | -------------------- |
| Чоловіки | 309     | 91                 | 202              | 16                   |
| Жінки    | 321     | 96                 | 182              | 43                   |
| Разом    | 630     | 187                | 384              | 59                   |